# 鹼螺菌屬
碱螺菌属为外硫红螺旋菌科的一个属。该属的模式种为运动碱螺菌（Alkalispirillum mobile）。

## 下属物种
- 运动碱螺菌 Alkalispirillum mobile Rijkenberg et al. 2001